# Longuenesse
Longuenesse är en kommun i departementet Pas-de-Calais i regionen Hauts-de-France i norra Frankrike. Kommunen ligger i kantonen Saint-Omer-Sud som tillhör arrondissementet Saint-Omer. År 2022 hade Longuenesse 10 559 invånare.

## Befolkningsutveckling
Antalet invånare i kommunen Longuenesse
| Referens: INSEE |